# Rudolf Unger
Rudolf Unger (* 8. Mai 1876 in Hildburghausen; † 2. Februar 1942 in Göttingen) war ein deutscher Germanist und Literaturhistoriker.

## Leben
Rudolf Unger studierte neben der Germanistik in Freiburg und München auch Englische Philologie, Neuere Kunstgeschichte, Philosophie und Psychologie in München sowie Klassische Philologie in Heidelberg und Berlin, u. a. bei Ulrich von Wilamowitz-Moellendorff. Die Promotion erfolgte 1902 an der Universität München mit dem Thema „Platen in seinem Verhältnis zu Goethe“. Er habilitierte sich 1905 ebenda mit einer Schrift über Johann Georg Hamanns Sprachtheorie, wobei sich seine Fortführung dieser Arbeit für die Literaturwissenschaft als richtungweisend erwies. 
Seine wissenschaftliche Laufbahn begann 1905 als Privatdozent für Neuere Literaturgeschichte an der Universität München, ab 1911 als außerordentlicher Titularprofessor. Zwischen 1915 und 1917 war er in der Nachfolge von Julius Petersen ordentlicher Professor für Neuere deutsche Sprache und Literaturgeschichte an der Universität Basel, zwischen 1917 und 1920 ordentlicher Professor für Neuere Literatur an der Universität Halle. Auf ein Jahr als Professor für Deutsche Literaturgeschichte an der Universität Königsberg folgte 1924 bis 1925 die Professur in Breslau. Von 1925 bis 1942 bekleidete Unger schließlich die Professur für Deutsche Philologie in Göttingen. 1929 wurde er zum ordentlichen Mitglied der Göttinger Akademie der Wissenschaften gewählt. Nachfolger auf dem Göttinger Lehrstuhl von Rudolf Unger wurde 1943 Hermann Pongs.
Ungers Forschungsschwerpunkte waren die Epochen der Aufklärung, des Sturm und Drang sowie der Romantik; in werkgeschichtlicher Hinsicht die Arbeiten von Hamann, Herder, Goethe, Schiller, Kleist, Grabbe, Meyer und Platen. Neben der Literaturgeschichte im engeren Sinn beschäftigte er sich auch mit Philosophie, Sprachwissenschaft und Begriffsgeschichte. Besondere Bedeutung hatte sein Wirken überdies für den Bereich der Methodenreflexion zur geistes- und problemgeschichtlichen Literaturwissenschaft. Er baute in seiner Arbeit auf der Philologie Wilhelm Diltheys und der Stilgeschichte Heinrich Wölfflins auf und wandte sich gegen den zu seiner Zeit einflussreichen literaturwissenschaftlichen Positivismus. Insbesondere suchte er Wilhelm Scherers positivistische Ansätze zu überwinden. 
Den Angelpunkt in Ungers Denken bildet zweifellos die von Dilthey inspirierte Lebensphilosophie der Jahrhundertwende. Gegen rationalistische und positivistische Sichtweisen wurde das Konzept der ganzheitlichen Anschauung von Lebenszusammenhängen propagiert, die auch Raum für die Gefühlsebene, das persönliche Erleben und das individuelle Schicksal lassen sollte. Dichtung stellt aus dieser Perspektive das Leben eines Einzelnen aber nicht in kausalen Wirkungszusammenhängen dar, sondern als „Symbol“ über sich hinausweisender Lebenszusammenhänge. Statt individueller Erfahrungen offenbart sich in der Literatur eine genuin dichterische Anschauung des Lebens, gewissermaßen als Substrat geronnener Lebenserfahrung, die sich nicht durch positivistische oder rationalistische Betrachtungsweisen einfangen lässt: „Der Dichter aber erlebt die Welt in seiner Persönlichkeit mit der Totalität seiner Lebenskräfte und schafft sie aus dieser Totalität des persönlichen Erlebens heraus vermittelst der dieselbe synthetisch zusammenfassenden Energie seiner Phantasie auswählend, umbildend, vereinheitlichend neu.“
Mit diesen und anderen heute kaum noch vertretenen Ansichten wurde Unger zu einem einflussreichen Philologen und, über den Fachumkreis hinaus, zur „lebensphilosophischen Inspirationsquelle des Warburg-Kreises.“ Eine eigenwillige Weiterführung, mit teils völkischen Untertönen, erfuhren diese Ansichten bei seinem Schüler Clemens Lugowski, einem der Vordenker der heutigen Narratologie.

## Ehrungen
- Dr. theol. hc. der Universität Königsberg

## Publikationen
- Platen in seinem Verhältnis zu Goethe, 1903
- Hamanns Sprachtheorie, 1905
- Hamann und die Aufklärung, 2 Bände, 1911 und 1925
- Von Nathan zu Faust, 1916
- Weltanschauung und Dichtung, 1917
- Herder, Novalis und Kleist, 1922
- Literaturgeschichte als Problemgeschichte. Zur Frage geisteshistorischer Synthese, mit besonderer Beziehung auf W. Dilthey, 1924
- Aufsätze zur Literatur- und Geistesgeschichte, 1929
- Aufsätze zur Prinzipienlehre der Literaturgeschichte, 1929
- Zur seelengeschichtlichen Genesis der Romantik, 1930
- Goethe und sein deutsches Volk, 1932
- Gervinus und die Anfänge der politischen Literaturgeschichtschreibung in Deutschland, 1935
- Richtungen und Probleme neuerer Schiller-Deutung, 1937
- Das Wort „Herz“ und seine Begriffssphäre bei Novalis, 1937
- Zur Dichtungs- und Geistesgeschichte der Goethezeit, 1944
- Gesammelte Studien, 3 Bände, 1929–1944